# آن كوكي
آن كوكي (بالإنجليزية: Anne Cooke)‏ هي عالمة أمراض بريطانية، ولدت في 14 يناير 1945 في ساوث شيلدز ‏ في المملكة المتحدة.